# Resolució 1676 del Consell de Seguretat de les Nacions Unides
La Resolució 1676 del Consell de Seguretat de les Nacions Unides fou adoptada per unanimitat el 10 de maig de 2006. Després de recordar les resolucions anteriors sobre la situació a Somàlia, en particular les resolucions 733 (1992), 1519 (2003), 1558 (2004), 1587 (2005) i 1630 (2005), el Consell va restablir un grup per supervisar l'embargament d'armes contra el país durant sis mesos més.

## Observacions
El Consell de Seguretat va instar els líders de Somàlia que continuessin el diàleg polític i que el Govern Federal de Transició continués establint la governança sobre el país. Va condemnar el tràfic d'armes a través de Somàlia en violació de l'embargament d'armes i els actes de pirateria a la costa de Somàlia i va demanar millores per al seguiment de l'embargament instant als estats a fer complir les restriccions.

## Actes
Actuant en virtut del Capítol VII de la Carta de les Nacions Unides, el Consell va subratllar que tots els països havien de complir l'embargament i van anunciar que considerarien noves accions per garantir el compliment. Es va demanar al Secretari General Kofi Annan que restablís un grup de seguiment per supervisar l'aplicació de l'embargament d'armes contra Somàlia, actualitzar les llistes sobre els que violaven les sancions, cooperar amb un Comitè establert a la Resolució 751 (1992), fer recomanacions sobre la base dels seus resultats i suggerir maneres de millorar la capacitat dels estats regionals d'implementar l'embargament. També es va demanar al Comitè que formulés recomanacions sobre les maneres de millorar l'eficàcia de l'embargament.
Finalment, es va demanar al Comitè que considerés una visita a Somàlia per demostrar la determinació del Consell d'aplicar l'embargament d'armes.